# Getto van Minsk

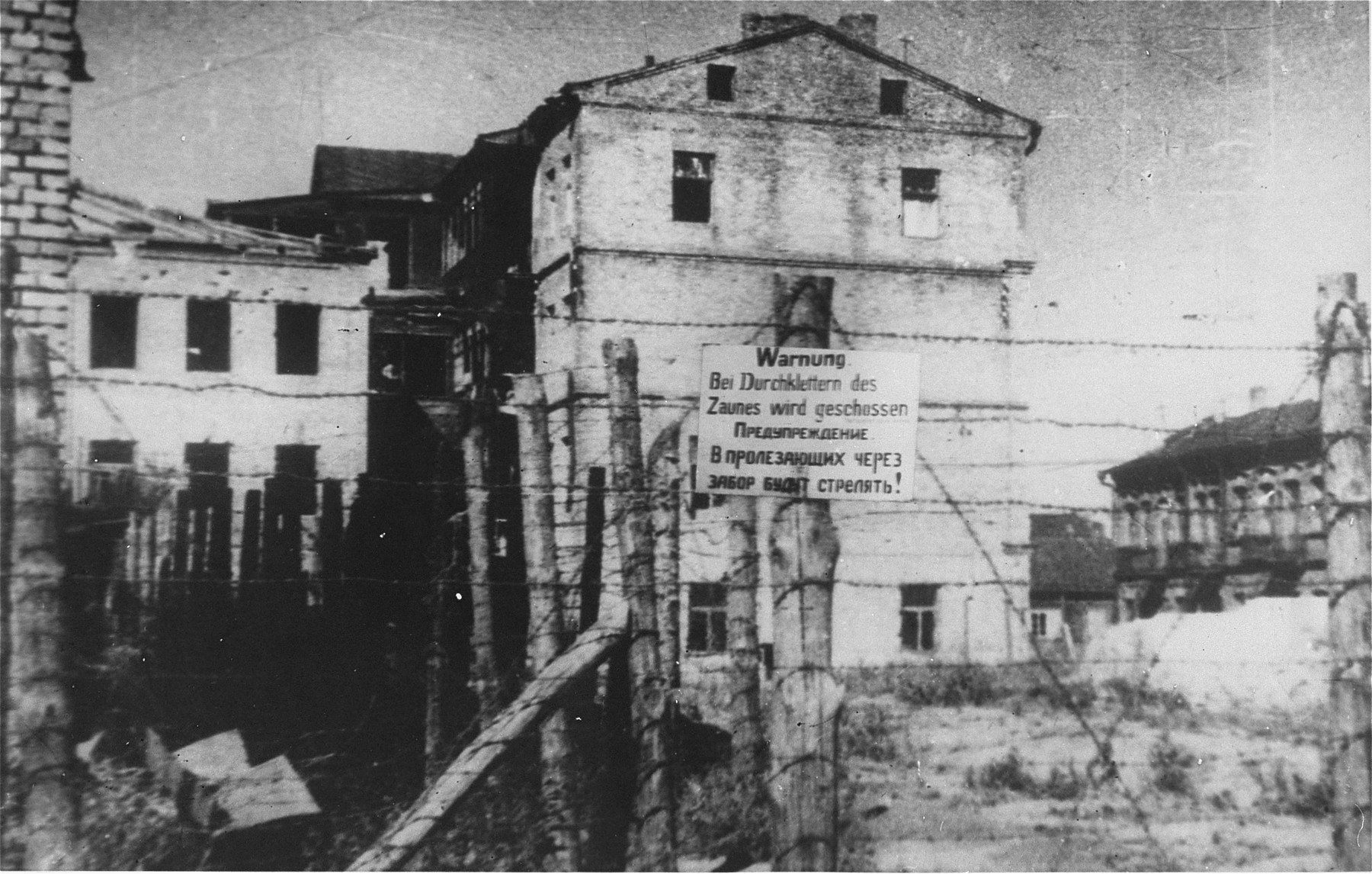
Het getto van Minsk. De foto is bewerkt: het waarschuwingsbord hing in werkelijkheid aan het hek van de fabriek Gross-K-Werk Minsk.

Het getto van Minsk was tijdens de Tweede Wereldoorlog een joods getto in Minsk in de Wit-Russische Socialistische Sovjetrepubliek.

## Geschiedenis

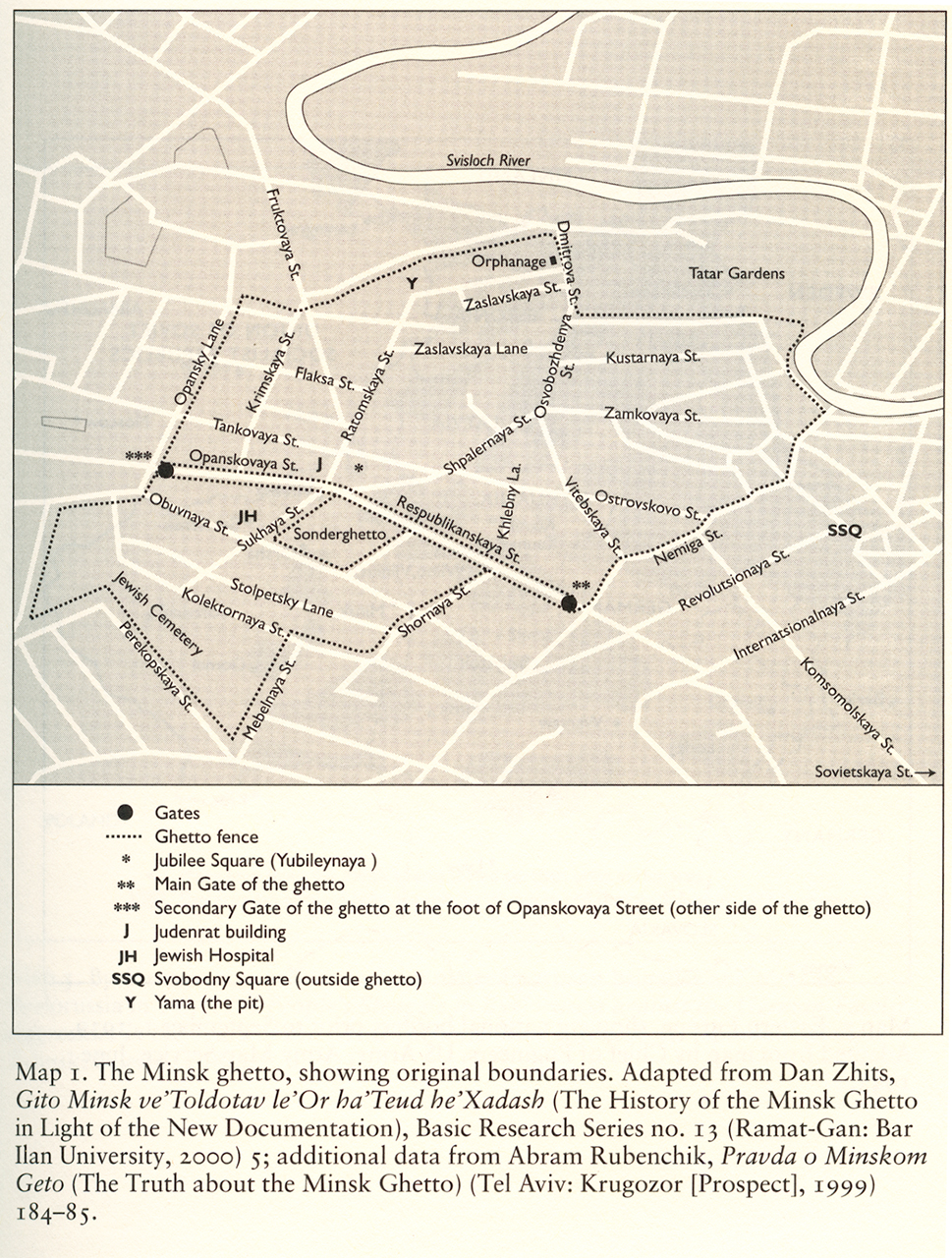
Plattegrond van het getto van Minsk

### Oprichting
Kort na de inval van de Sovjet-Unie door nazi-Duitsland in juni 1941 werd de stad Minsk bezet. Direct na de bezetting werden 10.000 mannen, Joden en niet-Joden, opgepakt. Onder deze mensen bevonden zich partijfunctionarissen en leden van de intelligentsia. Zij werden in juli 1941 vermoord.
Naar aanleiding van een bevel van Karl Schlegelhofer werd in juli 1941 het noordwesten van de stad aangewezen als getto. Dit deel van de stad was ernstig beschadigd geraakt bij luchtaanvallen tijdens de inval van de stad. Veel huizen en gebouwen waren hierdoor niet meer geschikt voor bewoning.
Tussen 19 en 24 juli moesten 50.000 joden hun huizen verlaten en werden zij in het getto ondergebracht. In totaal woonden ongeveer 80.000 mensen in het getto. Het ging om zowel personen uit de stad zelf (ongeveer 71.000 personen) als uit omliggende plaatsen. Een ooggetuige vertelde in een interview na de oorlog dat mensen vanwege plaatsgebrek op en onder tafels sliepen. Het getto had een totale oppervlakte van ongeveer 200 hectare en was omheind met prikkeldraad. 

### Verzet
In augustus 1941 werd er een verzetsgroep opgericht in het getto. Deze verzetsgroep hielp mensen te ontsnappen en vormden buiten het getto zeven aparte partizanengroepen. Tussen de 6.000 en 10.000 mensen wisten uit het getto te ontsnappen, maar ongeveer de helft overleefde de oorlog uiteindelijk niet.

### Deportaties uit andere Europese landen
Vanaf november 1941 werden ook joden uit nazi-Duitsland, Oostenrijk en het Protectoraat Bohemen en Moravië naar Minsk gedeporteerd. Om plaats te maken werden tussen de 12.000 en 18.000 mensen tijdens een pogrom omgebracht. In een jaar tijd werden ongeveer 24.000 mensen naar de regio gedeporteerd. Velen van hen kwamen nooit aan in het getto van Minsk, maar werden in Maly Trostenets, op ongeveer twaalf kilometer afstand van Minsk, door de SS neergeschoten of vergast in gaswagens. De overige personen werden overgebracht naar het getto, maar apart gehouden van de Wit-Russische joden. Hierdoor ontstond er in essentie twee getto's.

### Massa-executies

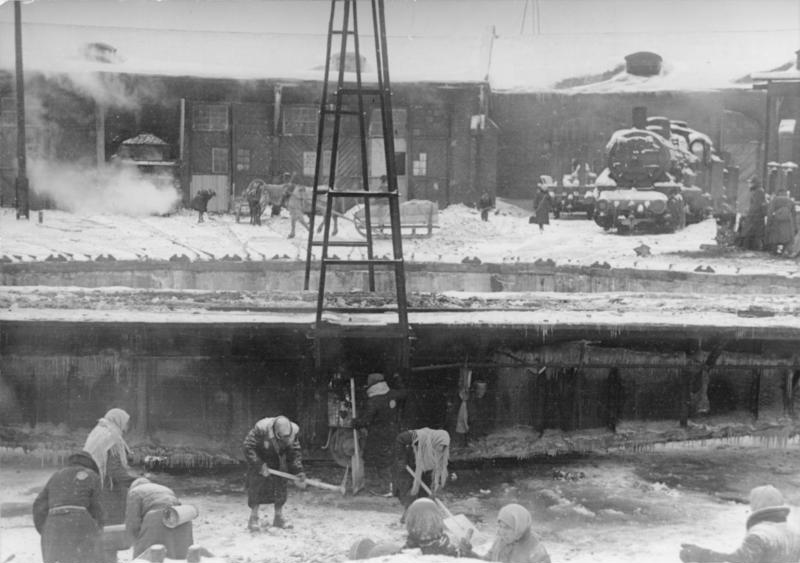
Joodse dwangarbeiders die sneeuwruimen (februari 1942)

Vanaf augustus 1941 werden met enige regelmaat groepen mensen in het getto omgebracht bij massa-executies. Personen die ervan verdacht werden lid te zijn van de verzetsgroep werden publiekelijk opgehangen. 

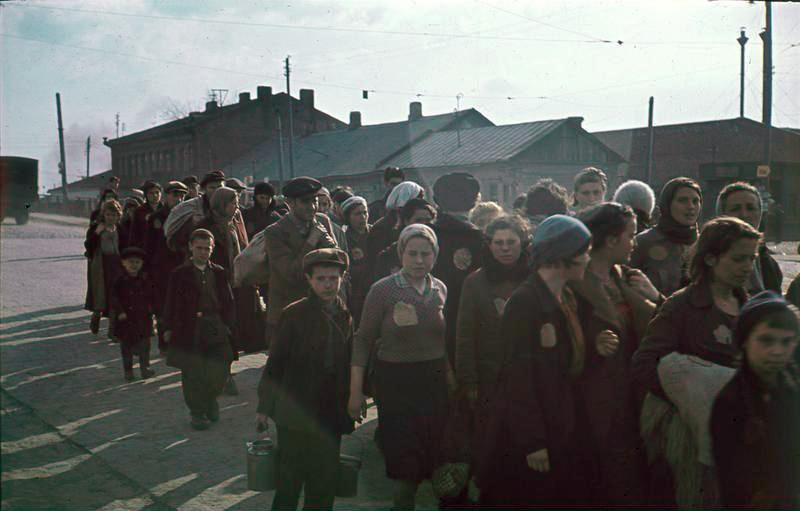
Een groep Joden in het getto met een gele cirkel op hun kleding.

Alle Joden boven de tien jaar oud moesten een gele cirkel op hun kleding dragen. In september 1941 werden vierenzestig vrouwen die dit weigerden geëxecuteerd. Daarnaast werden velen doodgeschoten op executieplaatsen in Drozdy, Blagovshina, Maly Trostenets en Tukhinka.
Op 2 maart 1942 werden er tussen de 5.000 en 8.000 personen omgebracht. Het ging om werklozen en kinderen uit het kindertehuis. Van 28 juli tot en met 1 augustus 1942 vonden er opnieuw massa-executies plaats. Hierbij kwamen ongeveer 25.000 mensen uit het getto om het leven.

### Dwangarbeid
In juli 1942 waren nog ongeveer 9000 personen in het getto en zij werden ingezet voor dwangarbeid. In het getto bevonden zich twee fabrieken en net buiten het getto was er een operagebouw dat dienst deed als plaats voor de sortering en opslag van in beslag genomen bezittingen. Nabij het getto lag het Gross-K-Werk Minsk van Daimler-Benz waar bewoners van het getto werden tewerkgesteld.

### Sluiting
In het najaar van 1943 werd het getto gesloten. Ongeveer 4000 mensen werden omgebracht bij een massa-executie bij Maly Trostenets en anderen werden gedeporteerd naar vernietigingskamp Sobibór. Na de deportaties en executies werden de huizen doorzocht en werden handgranaten naar binnen gegooid om personen die verstopt zaten te doden. Dertien achtergebleven personen overleefden de Holocaust.
In totaal kwamen tussen de 56.000 en 63.000 mensen in het getto om het leven. De stad Minsk werd in juli 1944 bevrijd.
Alfabetisch op naam.  Indien een kamp meerdere rollen had, staat het in de "hoogste" groep.
Zie ook: Lijst van naziconcentratiekampen · Jappenkampen in Nederlands-Indië · Lijst van jappenkampen